# Narodowy System Szlaków
Narodowy System Szlaków (ang. National Trails System) - system szlaków turystycznych w Stanach Zjednoczonych, ustanowiony przez Kongres Stanów Zjednoczonych w 1968 roku. 
W skład systemu wchodzi 8 szlaków widokowych (ang. national scenic trails), 16 szlaków historycznych (ang. national historic trails) i ponad 900 szlaków rekreacyjnych (ang. national recreation trails). Nowe szlaki widokowe i historyczne mogą być tworzone wyłącznie przez Kongres Stanów Zjednoczonych.
Tereny należące do Narodowego Systemu Szlaków objęte są ochroną prawną i zarządzane przez National Park Service, często przy współudziale organizacji stanowych i lokalnych.

## Lista narodowych szlaków widokowych
W 2006 r. w skład Narodowego Systemu Szlaków, wchodziło 8 szlaków widokowych, o łącznej długości prawie 15 tys. km:
| Nazwa szlaku                             | Rok włączenia do systemu | Przybliżona długość w milach | Przybliżona długość w kilometrach |
| ---------------------------------------- | ------------------------ | ---------------------------- | --------------------------------- |
| Appalachian National Scenic Trail        | 1968                     | 2170                         | 3500                              |
| Pacific Crest National Scenic Trail      | 1968                     | 2650                         | 4265                              |
| Continental Divide National Scenic Trail | 1978                     | 3100                         | 5000                              |
| North Country National Scenic Trail      | 1970                     | 3200                         | 5150                              |
| Ice Age National Scenic Trail            | 1980                     | 1000                         | 1600                              |
| Florida National Scenic Trail            | 1983                     | 1300                         | 2100                              |
| Potomac Heritage National Scenic Trail   | 1983                     | 700                          | 1125                              |
| Natchez Trace National Scenic Trail      | 1983                     | 695                          | 1120                              |

## Lista narodowych szlaków historycznych
W roku 2006 w skład Narodowego Systemu Szlaków, wchodziło 16 szlaków historycznych, o łącznej długości prawie 30 tys. km:
| Nazwa szlaku                                             | Rok włączenia do systemu | Przybliżona długość w milach | Przybliżona długość w kilometrach |
| -------------------------------------------------------- | ------------------------ | ---------------------------- | --------------------------------- |
| Oregon National Historic Trail                           | 1978                     | 2170                         | 3500                              |
| Mormon Pioneer National Historic Trail                   | 1978                     | 1300                         | 2100                              |
| Lewis and Clark National Historic Trail                  | 1978                     | 3700                         | 5950                              |
| Iditarod National Historic Trail                         | 1978                     | 2350                         | 3780                              |
| Overmountain Victory National Historic Trail             | 1980                     | 275                          | 440                               |
| Nez Perce National Historic Trail                        | 1986                     | 1170                         | 1880                              |
| Santa Fe National Historic Trail                         | 1987                     | 1203                         | 1940                              |
| Trail of Tears National Historic Trail                   | 1987                     | 2200                         | 3540                              |
| Juan Bautista de Anza National Historic Trail            | 1990                     | 1200                         | 1930                              |
| California National Historic Trail                       | 1992                     | 5665                         | 9100                              |
| Pony Express National Historic Trail                     | 1992                     | 1966                         | 3160                              |
| Selma to Montgomery National Historic Trail              | 1996                     | 54                           | 87                                |
| El Camino Real de Tierra Adentro National Historic Trail | 2000                     | 404                          | 650                               |
| Ala Kahakai National Historic Trail                      | 2000                     | 175                          | 280                               |
| Old Spanish National Historic Trail                      | 2002                     | 2700                         | 4350                              |
| El Camino Real de los Tejas National Historic Trail      | 2004                     | 2580                         | 4150                              |
| Captain John Smith Chesapeake National Historic Trail    | 2006                     | 3000                         | 4800                              |